# Jørgen Emborg
Jørgen Emborg (født 29. marts 1953) er en dansk jazzpianist og komponist. Han er inspireret af Bill Evans, Herbie Hancock, Chick Corea, Joe Zawinul og Keith Jarrett. Som komponist har han skrevet mere end 500 numre. Debut LP´en Sargasso (1979) fik Emborg stor anerkendelse for og det blev starten til en lang karriere som kapelmester. Jørgen Emborg kvartet, Alpha Centauri. Frontline, Boel-Emborg-Vinding-Riel, Emborg-Larsen Group mfl. er navne Emborg har indspillet under. En stor stilmæssig bredde har også resulteret i musik for børn, rytmisk kormusik, bigband, a capellaværker, værker for strygere og blæserkvintetter med klaver.
Emborg underviste i klaver, hørelære, komponist og sammenspil ved Rytmisk Musikkonservatorium fra 1988-2016. Jørgen Emborgs oldefar var bror til komponisten Jens Laursøn Emborg.
I 1981 blev LP´en 20:33 med Alpha Centauri præmieret af Statens Kunstfond. I 1985 modtog han Ben Webster Prisen sammen med fusionsgruppen Frontline. I 1989 modtog han DJBFA´s hæderspris og i 2016 den livsvarige hædersydelse fra Statens Kunstfond.